# سودة سفلى (بوزي)
سودة سفلى (بالفارسية: سوده سفلی) هي منطقة سكنية تقع في إيران في قسم بوزي الريفي. يقدر عدد سكانها بـ 68 نسمة بحسب إحصاء 2016.